# Riedweber
Der Riedweber (Ploceus castanops, Syn.: Loxia castanops) zählt innerhalb der Familie der Webervögel (Ploceidae) zur Gattung der Ammerweber (Ploceus).
Der lateinische Artzusatz kommt von altgriechisch κάστανον kastanon, deutsch ‚kastanien(braun)‘ und altgriechisch ὤψ ops, deutsch ‚Gesicht‘.
Der Vogel kommt in Ostafrika im Norden Burundis, im Osten der Demokratischen Republik Kongo, im Westen Kenias, in Ruanda, im Nordwesten Tansanias und in Uganda vor.
Das Verbreitungsgebiet umfasst feuchte Lebensräume entlang von Flüssen und Seen, insbesondere mit Papyrus oder Schilf bewachsen, auch in der Nähe von Ackerflächen von 900–2000 m Höhe.

## Merkmale

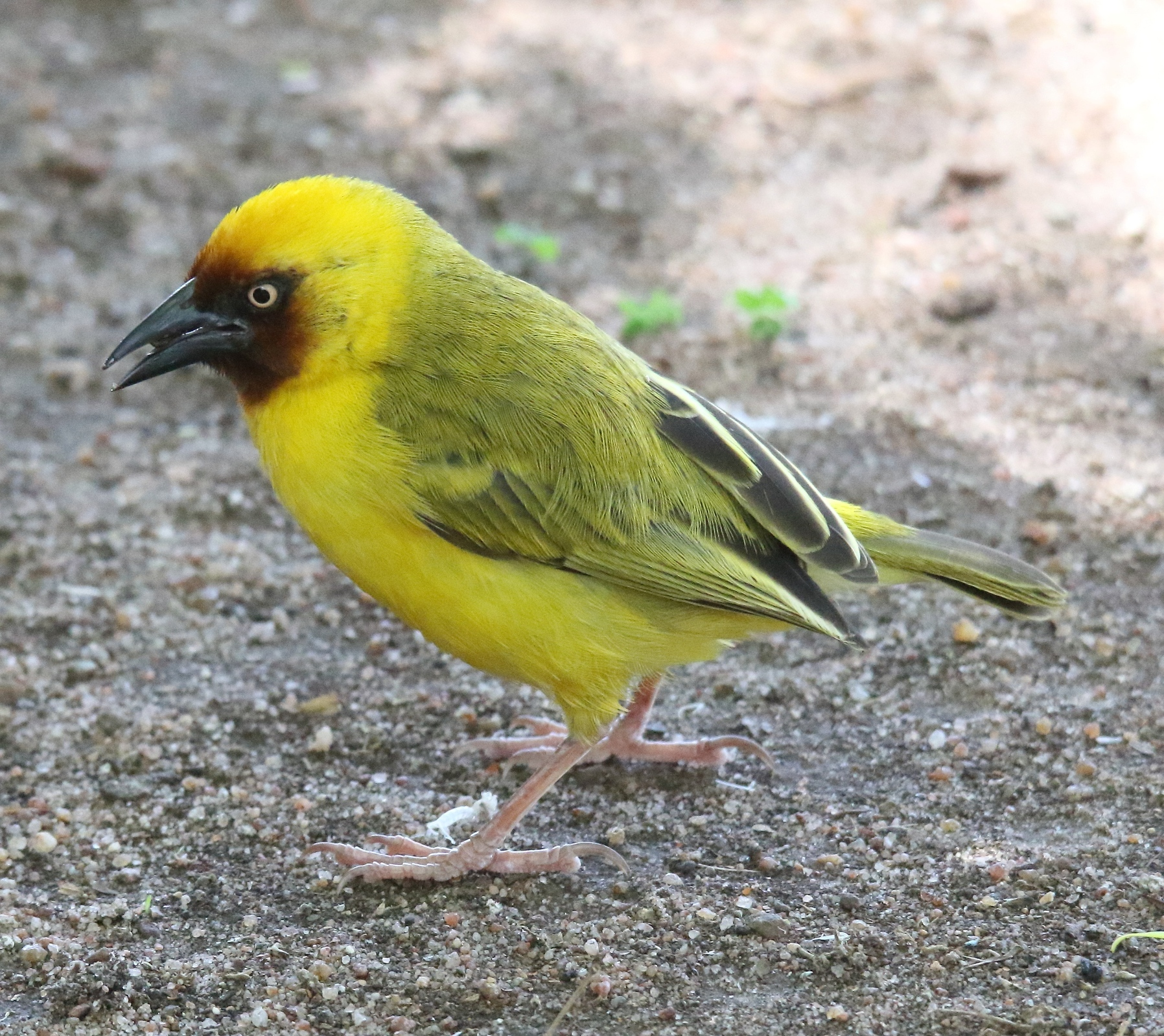
Männchen

Die Art ist 14 cm groß und wiegt zwischen 18 und 27 g. Das Männchen hat im Brutkleid eine dunkel kastanienbraune, in Richtung Brust spitz zulaufende Maske, um die Augen und die Schnabelbasis herum fast schwarz wirkend. Die Iris ist weißlich im Gegensatz zum Kilomberoweber (Ploceus burnieri), bei dem die Iris dunkelbraun ist. Die Stirn ist kastanienbraun, Scheitel und Nacken goldgelb, die Oberseite olivgrün mit dunklen Streifen.
Der ähnliche Braunkehlweber (Ploceus xanthopterus) ist etwas größer und heller, unterscheidet sich durch gelbe Stirn und dunkle Augen.
Das Weibchen hat eine bräunliche Oberseite und ähnelt dem Schwarzkopfweber (Ploceus melanocephalus), hat aber weißliche Augen.
Jungvögel sehen wie Weibchen aus, aber mit dunklen Augen.
Die Art ist monotypisch.

## Stimme
Der Gesang des Männchens wird als hochtoniges Zwitschern mit verschiedenen Zisch- und Quieklauten beschrieben. Der Vogel sing ausdauernd zur Revierverteidigung.

## Lebensweise
Die Nahrung besteht hauptsächlich aus Samen einschließlich Hirse, auch Insekten. Er jagt in kleinen Gruppen, oft zusammen mit anderen Webervögeln auf dem Boden und auf schwimmenden Pflanzen.
Die Art kann in jedem Monat brüten mit Schwerpunkt März bis Mai und September in Uganda, Februar bis Mai und Juli in der Demokratischen Republik Kongo. Die Art ist wohl monogam, brütet gern in Kolonien. Das Gelege besteht aus 2 bis 3 rosa oder blassblauen Eiern eventuell rotbraun gefleckt oder einfarben. Die Fütterung erfolgt durch beide Elternvögel.

## Gefährdungssituation
Der Bestand gilt als nicht gefährdet (Least Concern).